# Quaternione

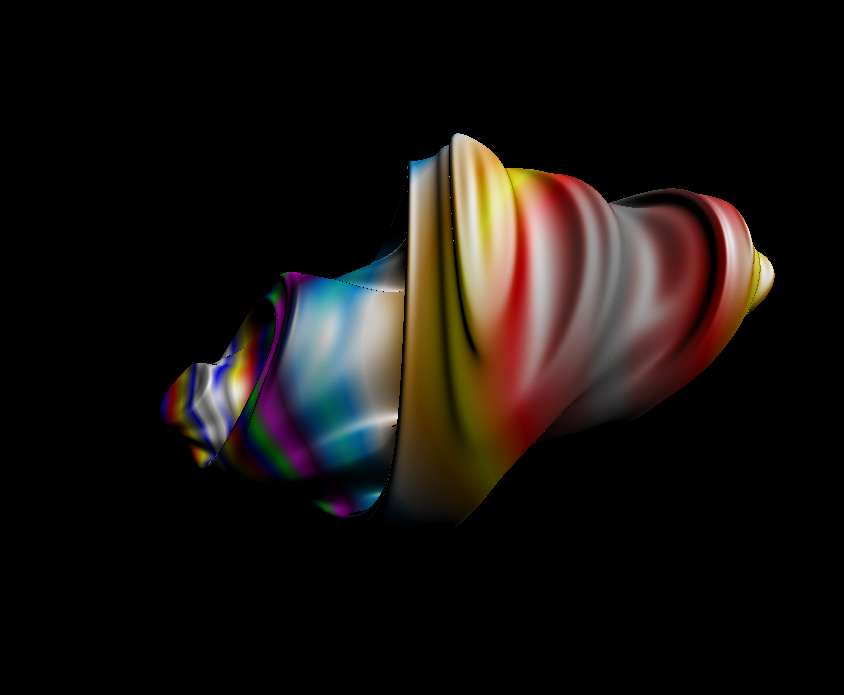
Frattale costruito come insieme di Julia, definito con i quaternioni.

In matematica, i quaternioni sono entità introdotte da William Rowan Hamilton nel 1843 come estensioni dei numeri complessi.
Un quaternione è un oggetto formale del tipo
{\displaystyle a+b\mathbf {i} +c\mathbf {j} +d\mathbf {k} }
dove {\displaystyle a,b,c,d} sono numeri reali e {\displaystyle \mathbf {i} ,\mathbf {j} ,\mathbf {k} } sono dei simboli che si comportano in modo simile all'unità immaginaria dei numeri complessi.
I quaternioni formano un corpo: soddisfano quindi tutte le proprietà usuali dei campi, quali i numeri reali o complessi, tranne la proprietà commutativa del prodotto. Le estensioni dei quaternioni, quali gli ottetti e i sedenioni, non hanno neppure la proprietà associativa. I quaternioni contengono i numeri complessi {\displaystyle a+b\mathbf {i} } e formano anche uno spazio vettoriale reale di dimensione 4 (analogamente ai complessi, che sono uno spazio a 2 dimensioni, cioè un piano). Le due proprietà di corpo e di spazio vettoriale conferiscono ai quaternioni una struttura di algebra di divisione non commutativa.
I quaternioni trovano un'importante applicazione nella modellizzazione delle rotazioni dello spazio: per questo motivo questi sono ampiamente usati nella fisica teorica (nella teoria della relatività e nella meccanica quantistica) e in settori più applicati, come la computer grafica 3D e la robotica (per individuare la posizione spaziale dei bracci meccanici a più snodi). Analogamente all'analisi complessa e allo studio delle funzioni olomorfe di variabile complessa, raccoglie un interesse crescente l'analisi ipercomplessa e lo studio delle funzioni "regolari" di variabile quaternionica.

## Storia

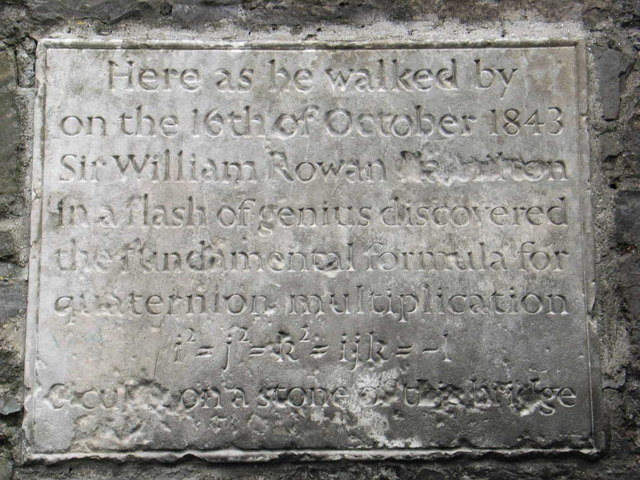
Sul Broom Bridge c'è ora una lapide che recita:
«Here as he walked by
on the 16th of October 1843
Sir William Rowan Hamilton
in a flash of genius discovered
the fundamental formula for
quaternion multiplication
i^{2} = j^{2} = k^{2} = i j k = −1
& cut it on a stone of this bridge.»
(Mentre qui passeggiava, il 16 ottobre 1843 Sir William Rowan Hamilton, in un lampo d'ispirazione scoprì la formula fondamentale per la moltiplicazione dei quaternioni, e la incise su una pietra di questo ponte.)

I quaternioni furono formalizzati dal matematico irlandese William Rowan Hamilton nel 1843. Hamilton era alla ricerca di un metodo per estendere i numeri complessi (che possono essere visti come punti su un piano) su un numero maggiore di dimensioni spaziali. Dopo aver ricercato invano un'estensione tridimensionale, ne formulò una con dimensione 4: i quaternioni. In seguito raccontò di aver fatto questa scoperta nel corso di una passeggiata con sua moglie, quando improvvisamente gli venne in mente la soluzione nella forma dell'equazione 
{\displaystyle \mathbf {i} ^{2}=\mathbf {j} ^{2}=\mathbf {k} ^{2}=\mathbf {ijk} =-1.}
Eccitato dalla scoperta, incise l'equazione sul lato del vicino ponte Brougham (noto ora come Broom Bridge) a Dublino.
Questa formalizzazione necessitava l'abbandono della commutatività della moltiplicazione, una scelta radicale per quel tempo, in cui non erano ancora disponibili l'algebra lineare ed il prodotto fra matrici. Più in generale, Hamilton ha in un certo senso inventato il prodotto vettoriale e il prodotto scalare negli spazi vettoriali. Hamilton descrisse un quaternione come una quadrupla ordinata (4-upla) di numeri reali, dove la prima coordinata è la parte 'scalare', e le rimanenti tre sono la parte 'vettoriale'. Se due quaternioni con parte scalare nulla sono moltiplicati, la parte scalare del prodotto è il prodotto scalare della parte vettoriale cambiato di segno, mentre la parte vettoriale del prodotto è il prodotto vettoriale. Hamilton continuò a rendere popolari i quaternioni con molti libri, l'ultimo dei quali, Elementi sui quaternioni aveva 800 pagine e fu pubblicato poco dopo la sua morte.
L'uso dei quaternioni suscitò delle controversie. Alcuni dei sostenitori di Hamilton si opposero veementemente allo studio dei settori emergenti dell'algebra lineare e del calcolo vettoriale (sviluppato fra gli altri da Oliver Heaviside e Willard Gibbs), affermando che i quaternioni offrivano una notazione migliore. Oggi però sappiamo che i quaternioni sono una struttura molto particolare, che non offre molte altre generalizzazioni in altre dimensioni (se si escludono gli ottetti in dimensione otto). Una prima versione delle equazioni di Maxwell utilizzava una notazione basata sui quaternioni.
Oggi, i quaternioni vengono utilizzati principalmente nella rappresentazione di rotazioni e direzioni nello spazio tridimensionale. Hanno quindi applicazioni nella computer grafica 3D, nella teoria del controllo, nell'elaborazione dei segnali, nel controllo di assetto, in fisica e in astrodinamica. Ad esempio, è comune per i veicoli spaziali un sistema di controllo dell'assetto comandato mediante quaternioni, che sono anche usati per misurare mediante telemetria l'assetto attuale. La ragione è che la combinazione di molte trasformazioni descritte da quaternioni è più stabile numericamente della combinazione di molte trasformazioni matriciali.

## Definizione
Un quaternione è un elemento scrivibile come
{\displaystyle a+b\mathbf {i} +c\mathbf {j} +d\mathbf {k} }
con {\displaystyle a,b,c} e {\displaystyle d} numeri reali e {\displaystyle \mathbf {i} ,\mathbf {j} ,\mathbf {k} } simboli letterali.
Somma e prodotto di due quaternioni sono definiti tenendo conto delle relazioni
{\displaystyle \mathbf {i} ^{2}=\mathbf {j} ^{2}=\mathbf {k} ^{2}=\mathbf {ijk} =-1,}
che implicano in particolare le relazioni seguenti:
{\displaystyle \mathbf {i} \mathbf {j} =\mathbf {k} ,}
{\displaystyle \mathbf {j} \mathbf {k} =\mathbf {i} ,}
{\displaystyle \mathbf {k} \mathbf {i} =\mathbf {j} ,}
{\displaystyle \ \mathbf {j} \mathbf {i} =-\mathbf {k} ,}
{\displaystyle \mathbf {k} \mathbf {j} =-\mathbf {i} ,}
{\displaystyle \mathbf {i} \mathbf {k} =-\mathbf {j} .}
I risultati delle moltiplicazioni fra due di questi elementi sono riassunti nella tabella:
| {\displaystyle \times }      | {\displaystyle 1}            | {\displaystyle \mathbf {i} }  | {\displaystyle \mathbf {j} }  | {\displaystyle \mathbf {k} }  |
| {\displaystyle 1}            | {\displaystyle 1}            | {\displaystyle \mathbf {i} }  | {\displaystyle \mathbf {j} }  | {\displaystyle \mathbf {k} }  |
| {\displaystyle \mathbf {i} } | {\displaystyle \mathbf {i} } | {\displaystyle -1}            | {\displaystyle \mathbf {k} }  | {\displaystyle -\mathbf {j} } |
| {\displaystyle \mathbf {j} } | {\displaystyle \mathbf {j} } | {\displaystyle -\mathbf {k} } | {\displaystyle -1}            | {\displaystyle \mathbf {i} }  |
| {\displaystyle \mathbf {k} } | {\displaystyle \mathbf {k} } | {\displaystyle \mathbf {j} }  | {\displaystyle -\mathbf {i} } | {\displaystyle -1}            |
La somma ed il prodotto di due quaternioni sono calcolate con gli usuali passaggi algebrici, usando le relazioni di moltiplicazione appena descritte. La somma di due quaternioni è quindi data da:
{\displaystyle (a_{1}+b_{1}\mathbf {i} +c_{1}\mathbf {j} +d_{1}\mathbf {k} )+(a_{2}+b_{2}\mathbf {i} +c_{2}\mathbf {j} +d_{2}\mathbf {k} )=(a_{1}+a_{2})+(b_{1}+b_{2})\mathbf {i} +(c_{1}+c_{2})\mathbf {j} +(d_{1}+d_{2})\mathbf {k} }
mentre il loro prodotto risulta essere il seguente:
{\displaystyle (a_{1}+b_{1}\mathbf {i} +c_{1}\mathbf {j} +d_{1}\mathbf {k} )(a_{2}+b_{2}\mathbf {i} +c_{2}\mathbf {j} +d_{2}\mathbf {k} )=}
{\displaystyle =(a_{1}a_{2}-b_{1}b_{2}-c_{1}c_{2}-d_{1}d_{2})+(a_{1}b_{2}+b_{1}a_{2}+c_{1}d_{2}-d_{1}c_{2})\mathbf {i} +(a_{1}c_{2}+c_{1}a_{2}+d_{1}b_{2}-b_{1}d_{2})\mathbf {j} +(a_{1}d_{2}+d_{1}a_{2}+b_{1}c_{2}-c_{1}b_{2})\mathbf {k} .}
I quaternioni contengono in modo naturale i numeri reali (i quaternioni del tipo {\displaystyle q=a}, con {\displaystyle b=c=d=0}) ed i numeri complessi (i quaternioni del tipo {\displaystyle q=a+b\mathbf {i} }, con {\displaystyle c=d=0}, ma anche del tipo  {\displaystyle q=a+b\mathbf {j} } oppure del tipo  {\displaystyle q=a+b\mathbf {k} } ).

### Esempio
Dati due quaternioni
{\displaystyle x=3+\mathbf {i} ,\quad y=5\mathbf {i} +\mathbf {j} -2\mathbf {k} },
somma e prodotto sono dati da:
{\displaystyle x+y=3+6\mathbf {i} +\mathbf {j} -2\mathbf {k} }
{\displaystyle xy=(3+\mathbf {i} )(5\mathbf {i} +\mathbf {j} -2\mathbf {k} )=15\mathbf {i} +3\mathbf {j} -6\mathbf {k} +5\mathbf {i} ^{2}+\mathbf {ij} -2\mathbf {ik} =15\mathbf {i} +3\mathbf {j} -6\mathbf {k} -5+\mathbf {k} +2\mathbf {j} =-5+15\mathbf {i} +5\mathbf {j} -5\mathbf {k} .}

## Proprietà basilari
I quaternioni hanno molte caratteristiche proprie dei numeri complessi: anche per i quaternioni, in analogia con i complessi, possono essere definiti concetti come norma e coniugato; ogni quaternione, se diverso da zero, possiede un  inverso rispetto al prodotto. Si differenziano però dai numeri complessi per il fatto che il loro prodotto può non essere commutativo.

### Prodotto non commutativo
Il prodotto di due quaternioni non è in generale commutativo: lo è solo se entrambi appartengano allo stesso piano complesso. Ad esempio, come si è già visto, {\displaystyle \mathbf {i} \mathbf {j} =\mathbf {k} } è diverso da {\displaystyle \mathbf {j} \mathbf {i} =-\mathbf {k} }. 
Tuttavia, per linearità, si comporta come un prodotto tra polinomi e si può riportare ai 4x4 prodotti fondamentali della tabella di cui sopra.

### Coniugato
Il coniugato di un quaternione {\displaystyle q=a+b\mathbf {i} +c\mathbf {j} +d\mathbf {k} } è il quaternione {\displaystyle {\bar {q}}=a-b\mathbf {i} -c\mathbf {j} -d\mathbf {k} ,} (a volte indicato anche con {\displaystyle q^{*}}).
Il coniugato soddisfa le proprietà seguenti:
{\displaystyle {\overline {\overline {q}}}=q,}
{\displaystyle {\overline {q+q'}}={\overline {q}}+{\overline {q}}',}
{\displaystyle {\overline {qq'}}={\overline {q}}'{\overline {q}}.}
Il coniugato può anche essere espresso da una combinazione lineare di {\displaystyle q,} con coefficienti contenenti {\displaystyle \mathbf {i} ,\mathbf {j} ,\mathbf {k} ,} nel seguente modo: 
{\displaystyle {\bar {q}}=-{\frac {q+\mathbf {i} q\mathbf {i} +\mathbf {j} q\mathbf {j} +\mathbf {k} q\mathbf {k} }{2}}.}

### Norma
La norma di {\displaystyle q} è il numero reale non negativo
{\textstyle |q|={\sqrt {q{\bar {q}}}}={\sqrt {a^{2}+b^{2}+c^{2}+d^{2}}}.}
La norma di {\displaystyle q} è sempre positiva, e nulla soltanto se {\displaystyle q=0}. Valgono le relazioni seguenti:
{\displaystyle |q|^{2}=q{\bar {q}},}
{\displaystyle |qq'|=|q||q'|.}

### Inverso
Un quaternione {\displaystyle q} diverso da zero ha un inverso per la moltiplicazione, dato da
{\displaystyle q^{-1}={\frac {\overline {q}}{|q|^{2}}}.}
Infatti
{\displaystyle qq^{-1}=q{\frac {\overline {q}}{|q|^{2}}}={\frac {q{\overline {q}}}{|q|^{2}}}={\frac {|q|^{2}}{|q|^{2}}}=1}
e similmente {\displaystyle q^{-1}q=1}. Valgono le proprietà seguenti:
{\displaystyle |q^{-1}|={\frac {1}{|q|}},}
{\displaystyle {\overline {q^{-1}}}={\overline {q}}^{-1},}
{\displaystyle (qq')^{-1}={q'}^{-1}q^{-1}.}

### Struttura algebrica
Con le operazioni di somma e prodotto, l'insieme dei quaternioni, indicato a volte con {\displaystyle \mathbb {H} }, forma un anello non commutativo, più precisamente un corpo.
Con le operazioni di somma e di moltiplicazione per un numero reale {\displaystyle \lambda }, data da
{\displaystyle \lambda (a+b\mathbf {i} +c\mathbf {j} +d\mathbf {k} )=\lambda a+\lambda b\mathbf {i} +\lambda c\mathbf {j} +\lambda d\mathbf {k} ,}
i quaternioni formano anche uno spazio vettoriale reale di dimensione 4: una base per lo spazio è data dagli elementi {\displaystyle \{1,\mathbf {i} ,\mathbf {j} ,\mathbf {k} \}}.
Le due strutture di corpo e di spazio vettoriale sono riassunte dal concetto di algebra di divisione. I quaternioni, i numeri complessi e i numeri reali sono le uniche algebre di divisione associative costruite sui numeri reali aventi dimensione finita.

### Struttura metrica
Usando la funzione distanza 
{\displaystyle d(q,q')=|q-q'|,}
i quaternioni formano uno spazio metrico, isometrico allo spazio {\displaystyle \mathbb {R} }4 dotato della usuale metrica euclidea. Le coordinate {\displaystyle (a,b,c,d)} di un quaternione {\displaystyle q} lo identificano come elemento di {\displaystyle \mathbb {R} ^{4}}, e tramite questa identificazione, la norma {\displaystyle |q|} è semplicemente la norma euclidea.
Con la norma, i quaternioni formano un'algebra di Banach reale.

## Quaternioni unitari

### Gruppo di Lie
I quaternioni unitari sono i quaternioni di norma 1. Ad esempio, {\displaystyle 1,\mathbf {i} ,\mathbf {j} } e {\displaystyle \mathbf {k} } sono unitari. Nell'identificazione con {\displaystyle \mathbb {R} ^{4}}, i quaternioni unitari formano una ipersfera quadridimensionale.
{\displaystyle S^{3}=\{(a,b,c,d)\in \mathbb {R} ^{4}\ |\ a^{2}+b^{2}+c^{2}+d^{2}=1\}.}
I quaternioni unitari formano un gruppo moltiplicativo rispetto al prodotto. Tale gruppo, a differenza del suo analogo complesso, non è abeliano. Con la struttura di varietà differenziabile data da {\displaystyle S^{3}}, esso forma un gruppo di Lie.

### Gruppo di rotazioni
Ogni quaternione unitario {\displaystyle q} definisce una rotazione dello spazio {\displaystyle \mathbb {R} ^{3}} nel modo seguente. Osserviamo che si può indicare il quaternione {\displaystyle q=a+b\mathbf {i} +c\mathbf {j} +d\mathbf {k} } tramite una notazione scalare-vettore {\displaystyle q=(a,v)}, con {\displaystyle v=(b,c,d)}, e identifichiamo {\displaystyle \mathbb {R} ^{3}} con l'insieme dei quaternioni {\displaystyle x=(0,v)} con prima coordinata nulla. La rotazione determinata da {\displaystyle q} è data dall'operazione di coniugio
{\displaystyle x\mapsto qxq^{-1}.}
Si verifica infatti facilmente che se {\displaystyle q} ha prima coordinata nulla, anche {\displaystyle qxq^{-1}} ha prima coordinata nulla: è quindi definita un'azione del gruppo dei quaternioni unitari su {\displaystyle \mathbb {R} ^{3}}. Ogni mappa definita in questo modo è effettivamente una rotazione, poiché preserva la norma:
{\displaystyle |qxq^{-1}|=|q||x||q^{-1}|=|q||x||q|^{-1}=|x|.}
I quaternioni unitari sono quindi un utile strumento per descrivere sinteticamente le rotazioni in {\displaystyle \mathbb {R} ^{3}}. Ogni rotazione è esprimibile in questo modo, e due quaternioni {\displaystyle q,q'} definiscono la stessa rotazione se e solo se {\displaystyle q=-q'}.

### Rivestimenti
Associando ad ogni quaternione unitario una rotazione, si è definito una mappa
{\displaystyle S^{3}\to SO(3)}
dal gruppo dei quaternioni unitari sul gruppo ortogonale speciale delle rotazioni dello spazio tridimensionale. Per quanto appena detto, la mappa è suriettiva, ma non iniettiva: la controimmagine di un punto è data da due punti opposti {\displaystyle \{\pm q_{0}\}}. In particolare, tale mappa è un rivestimento di grado 2.
Poiché {\displaystyle S^{3}} è semplicemente connesso, questo è il rivestimento universale di {\displaystyle SO(3)}, che ha quindi come gruppo fondamentale il gruppo ciclico {\displaystyle \mathbb {Z} /_{2\mathbb {Z} }} con due elementi. Topologicamente, {\displaystyle SO(3)} è omeomorfo allo spazio proiettivo {\displaystyle \mathbb {P} ^{3}(\mathbb {R} )}.

### Sottogruppo finito
Il sottogruppo generato dagli elementi {\displaystyle \{1,\mathbf {i} ,\mathbf {j} ,\mathbf {k} \}} è un gruppo finito: ha ordine 8, e viene spesso indicato con {\displaystyle Q_{8}}. I suoi otto elementi sono
{\displaystyle \{\pm 1,\pm \mathbf {i} ,\pm \mathbf {j} ,\pm \mathbf {k} \}.}
Il gruppo {\displaystyle Q_{8}} è il più piccolo gruppo non abeliano dopo il gruppo di permutazioni {\displaystyle S_{3}}, che ha ordine 6.

## Notazioni e rappresentazioni alternative

### Notazione scalare/vettore
Il quaternione {\displaystyle q=a+b\mathbf {i} +c\mathbf {j} +d\mathbf {k} } può essere descritto anche dalla coppia {\displaystyle (a,v)}, dove {\displaystyle v=(b,c,d)} è un vettore in {\displaystyle \mathbb {R} ^{3}}. Con questa notazione, somma e prodotto possono essere descritti nel modo seguente:
{\displaystyle {\begin{matrix}q_{1}+q_{2}&=&(a_{1},v_{1})+(a_{2},v_{2})=(a_{1}+a_{2},v_{1}+v_{2})\\q_{1}\cdot q_{2}&=&(a_{1}a_{2}-v_{1}\cdot v_{2},a_{1}v_{2}+a_{2}v_{1}+v_{1}\wedge v_{2})\end{matrix}}}
dove si usano il prodotto scalare ed il prodotto vettoriale fra vettori di {\displaystyle \mathbb {R} ^{3}}.
Le nozioni di coniugato e norma diventano:
{\displaystyle {\bar {q}}=(a,-v)}
{\displaystyle |q|^{2}=a^{2}+|v|^{2}\,\!}
usando l'usuale norma di un vettore in {\displaystyle \mathbb {R} ^{3}}.

### Coppia di numeri complessi
Grazie alla relazione {\displaystyle \mathbf {k} =\mathbf {i} \mathbf {j} =-\mathbf {j} \mathbf {i} }, ogni quaternione può essere scritto usando soltanto i simboli {\displaystyle \mathbf {i} } e {\displaystyle \mathbf {j} } nel modo seguente:
{\displaystyle q=a+b\mathbf {i} +c\mathbf {j} +d\mathbf {k} =a+b\mathbf {i} +c\mathbf {j} -d\mathbf {j} \mathbf {i} =a+b\mathbf {i} +\mathbf {j} (c-d\mathbf {i} ).}
Quindi 
{\displaystyle q=z+\mathbf {j} w,}
dove {\displaystyle z=a+b\mathbf {i} } e {\displaystyle w=c-d\mathbf {i} } sono due numeri complessi. Le operazioni di somma e prodotto si svolgono in modo usuale, applicando la relazione
{\displaystyle \mathbf {i} \mathbf {j} =-\mathbf {j} \mathbf {i} .}
Per quanto riguarda coniugato e norma, risulta rispettivamente
{\displaystyle {\bar {q}}=({\bar {z}},-w),}
{\displaystyle |q|^{2}=|z|^{2}+|w|^{2}.}

### Matrici
I quaternioni possono essere espressi tramite matrici {\displaystyle 2\times 2} di numeri complessi, oppure matrici {\displaystyle 4\times 4} di numeri reali.

#### Matrici 2 x 2 complesse
Il quaternione {\displaystyle q=z+w\mathbf {j} }, con {\displaystyle z=a+b\mathbf {i} } e {\displaystyle w=c+d\mathbf {i} }, può essere rappresentato dalla matrice a coefficienti complessi
{\displaystyle {\begin{bmatrix}z&w\\-{\overline {w}}&\,\,{\overline {z}}\end{bmatrix}}={\begin{bmatrix}a+b\mathbf {i} &c+d\mathbf {i} \\-c+d\mathbf {i} &\,\,a-b\mathbf {i} \end{bmatrix}}}
Attraverso questa identificazione, gli elementi {\displaystyle 1,\mathbf {i} ,\mathbf {j} ,\mathbf {k} } sono rappresentati rispettivamente da:
{\displaystyle \left[{\begin{matrix}1,&0\\0,&1\\\end{matrix}}\right],\quad \left[{\begin{matrix}\mathbf {i} ,&0\\0,&-\mathbf {i} \\\end{matrix}}\right],\quad \left[{\begin{matrix}0,&1\\-1,&0\\\end{matrix}}\right],\quad \left[{\begin{matrix}0,&\mathbf {i} \\\mathbf {i} ,&0\\\end{matrix}}\right].}
Indichiamo con {\displaystyle \phi :\mathbb {H} \rightarrow {\text{Mat}}_{n,n}(\mathbb {C} )}. Questa rappresentazione ha diverse interessanti proprietà:
- {\displaystyle \phi } è un omomorfismo iniettivo di monoidi.
- Il quadrato della norma di un quaternione è uguale al determinante della matrice corrispondente.
- Il coniugato di un quaternione corrisponde alla coniugata trasposta della matrice corrispondente.
- Restringendosi ai quaternioni unitari, questa applicazione induce un isomorfismo di gruppi tra la sfera {\displaystyle S^{3}\subset \mathbb {H} } e il gruppo unitario speciale {\displaystyle {\text{SU}}(2)}. Questo gruppo, strettamente collegato alle matrici di Pauli, è usato in meccanica quantistica per rappresentare lo spin.

#### Matrici 4 x 4 reali antisimmetriche
Gli elementi {\displaystyle 1,\mathbf {i} ,\mathbf {j} ,\mathbf {k} } sono rappresentati rispettivamente da:
{\displaystyle \left[{\begin{matrix}1,&0,&0,&0\\0,&1,&0,&0\\0,&0,&1,&0\\0,&0,&0,&1\\\end{matrix}}\right],\quad \left[{\begin{matrix}0,&1,&0,&0\\-1,&0,&0,&0\\0,&0,&0,&1\\0,&0,&-1,&0\\\end{matrix}}\right],\quad \left[{\begin{matrix}0,&0,&0,&-1\\0,&0,&-1,&0\\0,&1,&0,&0\\1,&0,&0,&0\\\end{matrix}}\right],\quad \left[{\begin{matrix}0,&0,&-1,&0\\0,&0,&0,&1\\1,&0,&0,&0\\0,&-1,&0,&0\\\end{matrix}}\right].}
Il quaternione {\displaystyle a+b\mathbf {i} +c\mathbf {j} +d\mathbf {k} } è quindi rappresentato da
{\displaystyle {\begin{bmatrix}a&b&-d&-c\\-b&a&-c&d\\d&c&a&b\\c&-d&-b&a\end{bmatrix}}}
In questa rappresentazione, il coniugato di un quaternione corrisponde alla trasposta della matrice.

## Equazioni sui quaternioni
La non commutatività della moltiplicazione porta una conseguenza inaspettata: le soluzioni dei polinomi definiti con i quaternioni possono essere più di quelle definite dal grado del polinomio. L'equazione {\displaystyle q^{2}+1=0} per esempio ha infinite soluzioni nei quaternioni, date da tutti i
{\displaystyle q=b\mathbf {i} +c\mathbf {j} +d\mathbf {k} ,}
con {\displaystyle b^{2}+c^{2}+d^{2}=1}.

## Generalizzazioni
Se {\displaystyle F} è un generico campo e {\displaystyle a} e {\displaystyle b} sono elementi di {\displaystyle F,} è possibile definire un'algebra associativa unitaria a quattro dimensioni su {\displaystyle F} usando due generatori {\displaystyle \mathbf {i} } e {\displaystyle \mathbf {j} } e le relazioni {\displaystyle \mathbf {i} ^{2}=a,\mathbf {j} ^{2}=b} e {\displaystyle \mathbf {i} \mathbf {j} =-\mathbf {j} \mathbf {i} .} Queste algebre sono isomorfe all'algebra delle matrici {\displaystyle 2\times 2} su {\displaystyle F,} e inoltre sono delle algebre di divisione su {\displaystyle F.} Sono chiamate algebre di quaternioni.